# ノーランド・カレッジ
ノーランド・カレッジ（ Norland College）は、1892年、エミリー・ワードにより創立された乳幼児ケア（保育）と教育の専門職養成のための高等職業教育機関である。
ノーランドの卒業生は、ナニー（ベビーシッターと区別して用いられる、教育ベビーシッターという訳語が当てられることもある）という呼称や育児室担当の保育者、その他ありとあらゆる幼児教育の現場で世界中で活躍している。
この学校の歴史の中で、この学校はイギリス中、その所在地を転々としてきた。ケント州のシスルハースト、ハンガーフォード、そして今の所在地であるサマーセット州のバースである。
もともとこの大学は、幼児のためのデイケアときちんとしたしつけと、それに加えてナニーの養成教育を行っていた。現在、バースにあるこの大学では、保育所はなく、ナニーの養成課程のみになっている。
課程には、修士課程（hons、オナーズの意）とインターネット利用の学部コースもある。いずれもグローセスターシャー大学との提携運営になっている。「ナニー」という国家資格は存在しないが、ノーランドカレッジで「ノーランド・ディプロマ」を取得して卒業した人が、ナニーを名乗ることが出来る。

## 歴史
1981年、2月、BBCが当時のノーランド校のカリキュラムの様子についてドキュメンタリを制作した。1999年2月には、初めての男性ナニー学生が、入学した。これは1892年の創立以来初めてのことであった。
旅客飛行機の中で乳幼児を世話するいわゆるスカイ・ナニーが導入されたのは、2006年のことである。
2005/6年には、ナニー養成学校の記録映画が、ノーランド・カレッジを舞台に1年間にわたって撮影された。
これは15回のエピソードからなり、2007年10月、イギリスではディスカバリーチャンネルとヘルスチャンネルで放送された。 
バースのノーランド・カレッジは、2009年の夏に乳児院を開設した。

## カリキュラム
学生は早期発達と学習で 3 年間の学士号を取得し、その後、四年目は同様の研修生ベースで家族のもとで低い報酬で 働きく。この1年は Newly Qualified Nanny (NQN) 年と呼ばれこの1年間を終えたもののみがノーランド ディプロマを授与される。
ノーランドの学生は、教室での講義と、家族、学校、保育園、およびロイヤル・ユナイテッド病院の産科病棟での実習を学期ごとに交代で受講する。彼らはまた、子どもたちがそのような保護を必要とする可能性のある有名なクライアントに雇われた場合に備えて、戦術的な運転と護身術の訓練も受けている。
ノーランドは、高等教育の提供者であることに加えて、卒業生のキャリア期間中、卒業生をナニーを必要とする家族のもとに紹介する機関としても機能している。

## トリビア
- 作家のフレデリック・フォーサイスは、第二次世界大戦中の1940年5月、1歳8ヶ月でこの学校の校長に5ヶ月間預けられた。学生たちの実習の相手役として[6]。
- 高口里純の『紅のメリーポピンズ』の主人公吏糸双葉(りいとふたば)は、ノーランド・カレッジ出身のスーパーナニーという設定になっている。